# Stympning
Stympning innebär avlägsnande av kroppsdel.
Stympning har tillämpats som straff (för inkapacitering), i syfte att kontrollera den stympade (t.ex. könsstympning) eller av hälsoskäl (amputation).
Stympning användes även som en tortyr/avrättningsmetod då man amputerade kroppsdelar tills den dömde dog av förblödning. 
Stympning förekommer också i krigföring. Ett känt exempel var gerillagruppen Revolutionary United Front som under inbördeskriget i Sierra Leone använde sig av stympning i stor skala, dels som bestraffningsmetod men framför allt  för att tilltvinga sig civilbefolkningens lojalitet.